# Phù Nam
Phù Nam (chữ Hán: 夫南, tiếng Trung: 扶南; bính âm: Fúnán, tiếng Khmer: ហ៊្វូណន, đã Latinh hoá: Hvunân) là tên gọi được đặt cho một quốc gia cổ theo mô hình Mandala trong lịch sử Đông Nam Á, xuất hiện khoảng thế kỉ 1 trước Công Nguyên đến thế kỉ thứ 6 sau Công Nguyên, ở khu vực hạ lưu và châu thổ sông Mê Kông. Theo nhiều thư tịch cổ Trung Quốc, thì trong thời kỳ hưng thịnh, vương quốc này về phía Đông, đã kiểm soát cả vùng đất phía Nam Trung Bộ (Việt Nam), về phía Tây đến Thung lũng sông Mê Nam (Thái Lan), về phía Nam đến phần phía Bắc bán đảo Mã Lai.
Quốc gia này tồn tại cho đến khoảng nửa đầu thế kỷ 7 (sau năm 627) thì bị sáp nhập vào lãnh thổ của Chân Lạp. Mãi đến thế kỷ 17–18, một phần lãnh thổ xưa kia được coi là trung tâm của Phù Nam tách khỏi Chân Lạp để trở thành một bộ phận của lãnh thổ Việt Nam, tức Nam Bộ ngày nay.
Yếu tố sắc tộc-ngôn ngữ của cư dân Phù Nam vẫn còn đang được tranh luận, chưa thể đưa ra được kết luận cụ thể từ các bằng chứng hiện có. Một số giả thuyết cho rằng đa phần dân cư Phù Nam nói ngôn ngữ thuộc hệ Nam Á hoặc  Nam Đảo, song cũng có giả thuyết cho rằng Phù Nam là một xã hội đa sắc tộc.

## Tên gọi
Được biết đến trong các ngôn ngữ ngày nay của khu vực như là វ្នំ Vnom (Khmer) hay នគរភ្ Nokor Phnom (Khmer), ฟูนาน (tiếng Thái), tiếng Trung: 扶南; bính âm: Fúnán, tên gọi Phù Nam không được tìm thấy trong bất kỳ văn bản nào có nguồn gốc tại khu vực này trong thời kỳ đó, và người ta cũng không rõ người Phù Nam dùng tên gọi gì để nói tới chính thể của mình. Tên gọi Phù Nam trong tiếng Việt là phiên dịch từ tên gọi tiếng Trung, do tên gọi 扶南 xuất hiện trong các thư tịch Trung Hoa khi mô tả về vương quốc này, và phần lớn các mô tả đó chủ yếu dựa trên báo cáo của hai sứ giả Trung Hoa là Khang Thái (康泰) và Chu Ứng (朱應) đã từng sống tại đây trong khoảng giữa thế kỷ 3 cho vua Đông Ngô ở Nam Kinh.
Chung quanh tên gọi Phù Nam hiện vẫn còn nhiều tranh cãi. Ý kiến được nhiều người tán đồng, đó là Phù Nam do chữ Fou Nan mà ra (gọi theo cách phát âm của người Trung Hoa). Từ ngữ này xuất phát từ ngôn ngữ Môn cổ: bnam hay vnam, mà ngày nay được đọc là phnom, có nghĩa là núi hoặc đồi. Tuy nhiên, nhà nghiên cứu văn khắc Claude Jacques chỉ ra rằng diễn giải này dựa trên sự phiên âm sai từ tiếng Phạn parvatabùpála trong các văn khắc cổ như là tương đương với từ Khmer bnaṃ và đồng nhất hóa sai lệch vua Bhavavarman I đề cập trong các văn khắc này như là người chinh phục Phù Nam. Jacques cũng đề xuất loại bỏ việc sử dụng tên gọi Funan trong các ngôn ngữ phương Tây và thay vì thế sử dụng các tên gọi như Bhavapura, Aninditapura, Shresthapura hay Vyadhapura, được biết đến từ các văn khắc đã từng được sử dụng vào thời gian đó để chỉ các đô thị trong khu vực và cung cấp ý tưởng chính xác hơn về địa lý của các khu vực Khmer cổ so với các tên gọi như Funan hay Zhenla (Chân Lạp), những tên gọi không được biết đến trong tiếng Khmer cổ.
Theo tác giả Lương Ninh thì một danh từ chung chỉ núi non không thể là nguồn gốc của tên đất nước, mà phải là cái khác, quý báu hơn: tên tộc người bản địa: Bnam. Theo đó các vua Phù Nam là những người thuộc dòng Vua Núi - Kurung bnam.
Kinh đô của Phù Nam, theo sách Lương thư và Tân Đường thư là thành Đặc Mục (特牧). Học giả G. Coedes cho đó là phiên âm của từ trong tiếng Phạn là Vyadhapura (pura: thành phố/kinh đô, Vyadha: người đi săn), và thành này ở gần ngọn núi Ba Phnom ở làng Banam, thuộc tỉnh Prey Veng (Campuchia) ngày nay. Ngược lại, một số tác giả như Paul Pelliot (1903), P. Dupont (1955), L. Malleret (1962) không tán thành thuyết đó, họ cho rằng kinh đô của Phù Nam có thể là Angkor Borei do nhiều hiện vật khảo cổ có niên đại và phong cách Phù Nam tìm thấy ở đây.

## Lịch sử

### Huyền thoại lập quốc
Theo sứ giả Khang Thái của Ngô Tôn Quyền thời Tam Quốc chép trong sách Phù Nam thổ tục thì ông vua đầu tiên của nước Phù Nam, có lẽ là một quý tộc người Ấn Độ hay là một tăng lữ Bà-la-môn tên là Hỗn Điền. Một số học giả phương Tây cho rằng truyền thuyết Hỗn Điền là dị bản của truyền thuyết Ấn Độ về Kaundinya.
Vương triều của Kaundinya tồn tại khoảng hơn 150 năm, trải qua 3 đời vua. Các thư tịch cổ của Trung Quốc phiên âm tên 3 vị vua này là Hỗn Điền, Hỗn Bàn Huống (127-217) và Hỗn Bàn Bàn (217-220).

### Hưng thịnh

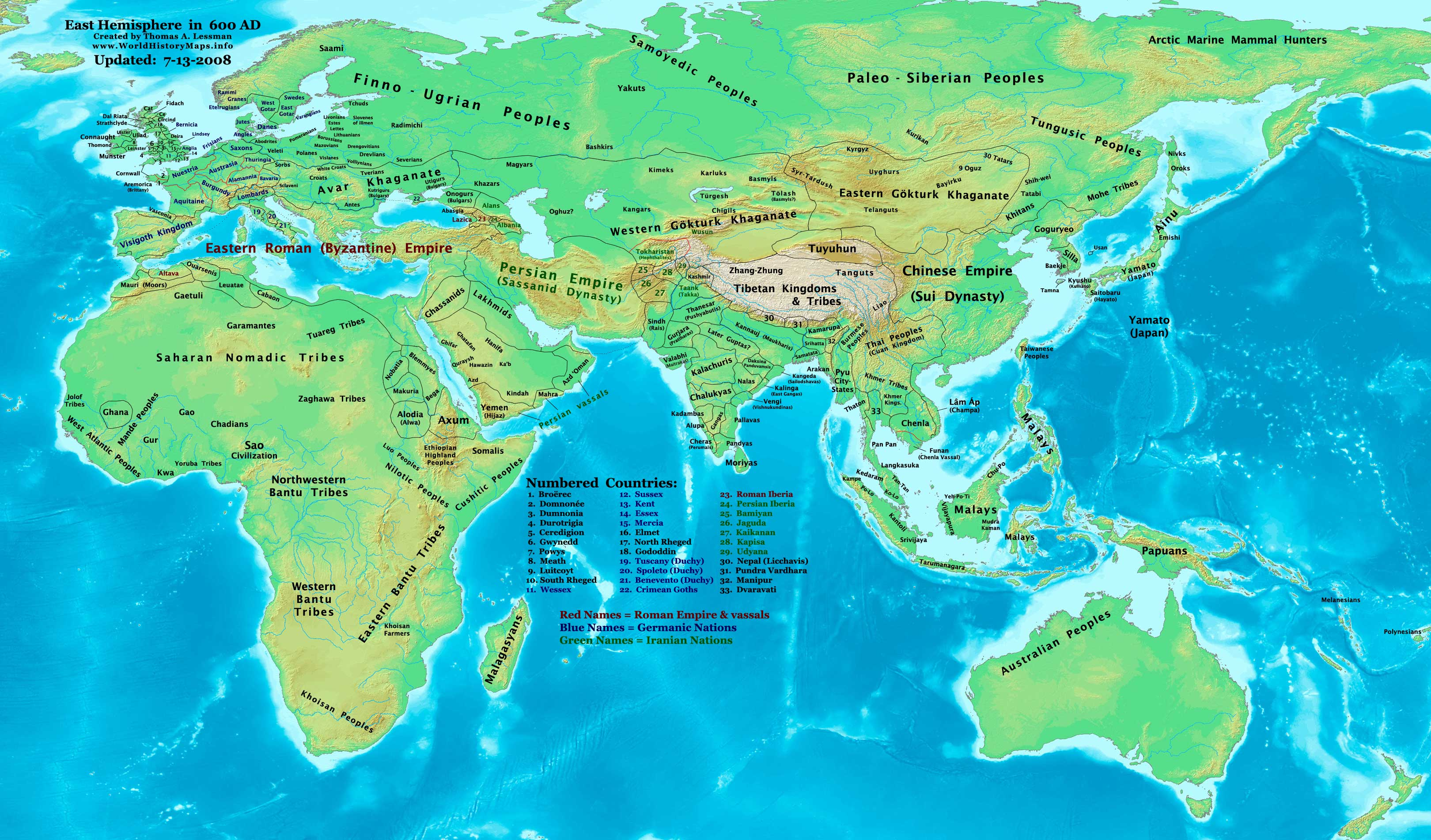
Chân Lạp-Phù Nam, vào năm 600.

Ngô Văn Doanh (2009) dẫn Lương thư cho biết rằng quốc vương cuối cùng của Vương triều Kaundinya làm vua được 3 năm thì mất. Một vị tướng của Phù Nam mà Lương thư của Trung Quốc phiên âm là Phạm Sư Mạn lên làm vua, lập ra Vương triều họ Phạm. Theo Lương thư, làm vua được 3 năm thì Phạm Sư Mạn mất. Con ông là Phạm Kim Sinh nối ngôi, làm vua được khoảng 5 năm, đến năm 245 thì bị người anh họ tên Phạm Chiên giết chết để đoạt ngôi. Một người con khác của Phạm Sư Mạn là Phạm Trường đã nổi dậy lật đổ được Phạm Chiên, nhưng cũng lập tức bị tướng của Chiên là Phạm Tầm giết. Phạm Tầm lên làm vua. Phù Nam dưới Vương triều họ Phạm trở nên hùng mạnh. Phạm Sư Mạn đã đem quân đi chinh phạt được tới hơn 10 nước, mở rộng đáng kể lãnh thổ. Phạm Chiên đã thúc đẩy quan hệ ngoại giao với Ấn Độ. Còn Phạm Tầm đã thúc đẩy quan hệ ngoại giao với nhà Tấn ở Trung Quốc. Người Phù Nam đã có chữ viết, kiểu chữ viết có nguồn gốc Ấn Độ.
Cho đến giờ chưa phát hiện được tư liệu nào nói về thời kỳ tiếp sau Phạm Tầm. Các nhà khoa học cho rằng vào khoảng giữa thế kỷ 4, quyền cai trị Phù Nam một lần nữa lại vào tay người Ấn Độ. Lương thư và Tấn thư có nhắc tới một người là Trúc Chiên Đàn đã triều cống Mục Đế. Các nhà khoa học sau này cho đó là người Ấn Độ tên là Chandan hoặc Chandana.
Đến đầu hoặc giữa thế kỷ 5, vẫn là người Ấn Độ nắm quyền cai trị Phù Nam. Lương thư cho biết một người Thiên Trúc là Kiều Trần Như mà các nhà khoa học sau này cho rằng đó có thể là một người Brahman Ấn Độ cũng lại tên là Kaudinya đã thay đổi chế độ nhà nước Phù Nam sang theo kiểu Ấn Độ. Kiều Trần Như ở ngôi khoảng năm 470 đến 514, tự xưng là Người bảo vệ thánh kinh Vê đa. Vào thời kỳ này, nhiều thương gia Phù Nam sang buôn bán ở Quảng Châu (Trung Quốc).
Khi Kaundinya mất, con là Sri Indravarman (Lương thư phiên âm là Trì Lê Đà Bạt Ma) lên thay, và đã cho sứ sang triều cống Tống Văn Đế (nhà Lưu Tống) vào những năm 438, 453 và 438. Cũng theo Lương thư, thì năm 431-432, nước Lâm Ấp muốn đánh Giao Châu của người Việt, nên có yêu cầu vua Phù Nam giúp sức, nhưng Phù Nam đã từ chối.
Khi Sri Indravarman mất, người nối ngôi là Jayavarman (Lương thư phiên âm là Xà Gia Bạt Ma). Jayavarman đã phái một nhà sư Ấn Độ tên Nagasena đem lễ vật sang tặng vua Nam Tề năm 484, và yêu cầu nhà vua giúp mình đánh Lâm Ấp nhưng bị từ chối khéo. Các nhà khoa học đã phát hiện bia ký viết bằng chữ Phạn cho hay dưới thời Jayavarman Phù Nam đã xây dựng nhiều công trình thủy lợi, biến nhiều vùng đầm lầy rộng lớn ở hạ lưu sông Mê Kông thành những vùng đồng bằng phì nhiêu, trù phú. Năm 514, Jayavarman mất. 
Kế vị ngôi là Rudravarman (Lương thư phiên âm là Lưu Đà Bạt Ma), con cả của Jayavarman. Đây là ông vua cuối cùng của Phù Nam. Vào năm 517 và 539, nhà vua đều có sai sứ sang Trung Quốc triều cống.

### Diệt vong
Giữa thế kỷ 5, Chân Lạp nổi lên, chiếm thành Đặc Mục - kinh đô của Phù Nam, hợp nhất lãnh thổ Phù Nam với Chân Lạp. Nhà vua Phù Nam phải bỏ chạy và lập triều đình lưu vong tại Na Phất Na (phía Nam miền Tây sông Hậu, Việt Nam). Phù Nam diệt vong.
Sách Lược sử vùng đất Nam Bộ Việt Nam (tr. 20) viết:
Sau một thời rực rỡ, đế quốc Phù Nam bắt đầu suy thoái vào cuối thế kỷ thứ 6. Nước Cát Miệt, một thuộc quốc của Phù Nam, đến thế kỷ này đã nhanh chóng phát triển thành một vương quốc độc lập và hùng mạnh. Nhân sự suy yếu của Phù Nam, Chân Lạp đã tấn công và chiếm lấy một phần lãnh thổ (tương đương với vùng đất Nam Bộ ngày nay) của đế chế này vào đầu thế kỷ 7...
Sách Tùy thư chép tương tự:
Nước Chân Lạp ở về phía Tây Nam nước Lâm Ấp, nguyên là một chư hầu của Phù Nam. Vua nước ấy là Ksatriya Citrasena đánh chiếm và tiêu diệt Phù Nam.
Sách Tân Đường thư do Âu Dương Tu & Tống Kỳ biên soạn cũng đã cho biết đầu niên hiệu Trinh Quán nhà Đường (627-649); trong nước Phù Nam có thay đổi lớn. Nhà vua đóng đô ở thành Đặc Mục, thình lình bị nước Chân Lạp đánh chiếm, phải chạy trốn về Na Phất Na.
Căn cứ năm 627, sứ giả Phù Nam còn đến tiến cống nhà Đường, nên có thể suy ra nước Phù Nam bị tiêu diệt phải sau năm này.
Sau khi Chân Lạp đánh bại Phù Nam, trong sách Trung Quốc đã xuất hiện tên gọi Thủy Chân Lạp để chỉ phần lãnh thổ Phù Nam trên vùng đất Nam Bộ (Việt Nam); và cũng để phân biệt với vùng đất Lục Chân Lạp, tức là vùng đất gốc của Vương quốc Chân Lạp.
Mặc dầu chiếm đoạt được, nhưng trên thực tế, việc cai quản vùng lãnh thổ mới này đối với Chân Lạp gặp rất nhiều khó khăn. Trước hết, với truyền thống quen khai thác các vùng đất cao, dân số còn ít ỏi, người Khmer khi đó khó có khả năng tổ chức khai thác trên quy mô lớn một vùng đồng bằng mới bồi lấp, còn ngập nước và sình lầy. Hơn nữa, việc khai khẩn đất đai trên lãnh thổ của Lục Chân Lạp đòi hỏi rất nhiều thời gian và sức lực. Việc cai trị xứ Thủy Chân Lạp vì vậy vẫn phải giao cho những người thuộc dòng dõi Vua Phù Nam.
Theo những tài liệu bi ký còn lại có thể thấy rằng, vào thế kỷ 8 tại vùng trung tâm của Phù Nam trước đây vẫn còn tồn tại một tiểu quốc tên là Aninditapura, do một người thuộc dòng dõi vua Phù Nam tên là Baladitya trị vì. Và khi Phù Nam tan rã là lúc nhiều vương quốc nhỏ ở Đông Nam Á nổi lên thay thế vai trò đế quốc hàng hải của vương quốc này, mà nổi bật là vương quốc Srivijaya ở đảo Sumatra và vương quốc Sailendra ở đảo Java, thuộc Indonesia ngày nay.
Từ cuối thế kỷ 8, vương quốc Sailendra hùng mạnh đã xâm chiếm toàn bộ Thủy Chân Lạp đồng thời đưa Lục Chân Lạp vào vị trí chư hầu của mình, tới đầu thế kỷ 9, Sailendra suy yếu mới từ bỏ vùng đất Thủy Chân Lạp.

## Văn hóa

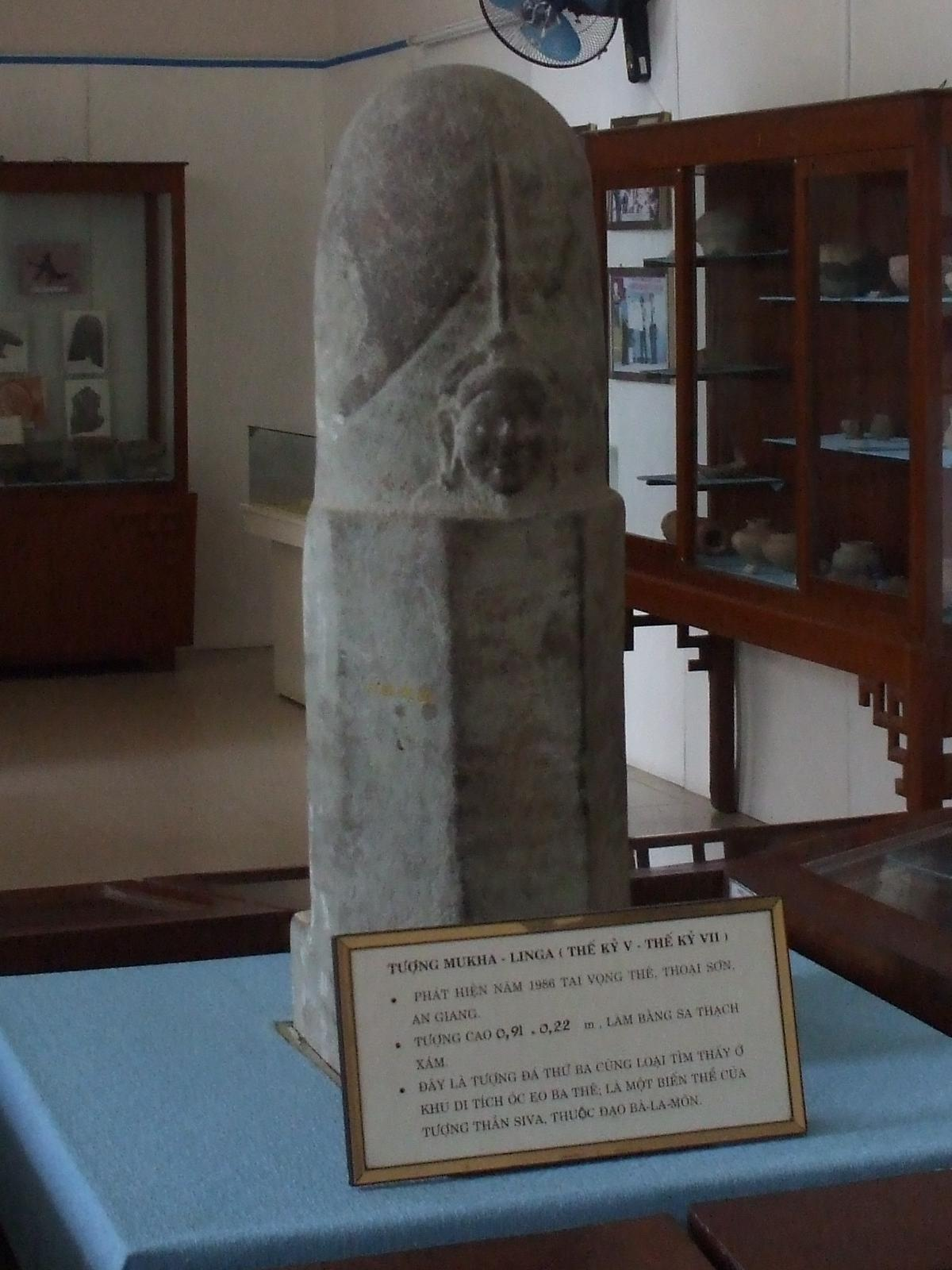
Linga được khai quật tại di chỉ Óc Eo (Bảo tàng An Giang).

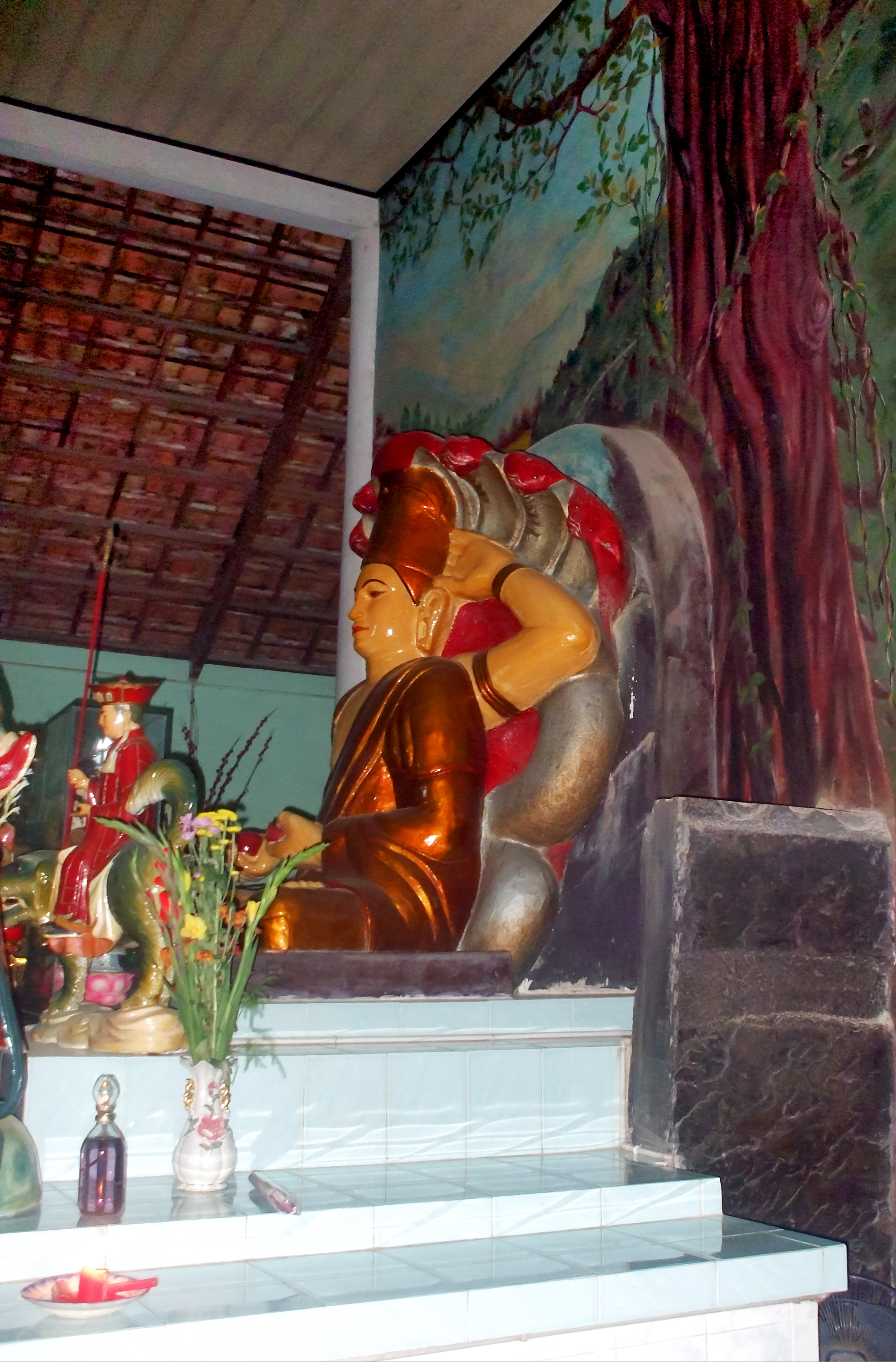
Tượng Phật bốn tay và tấm bia đá cổ thời Phù Nam, hiện ở chùa Linh Sơn (Ba Thê).

Từ tháng 2 đến tháng 4 năm 1944, nhà khảo cổ học Pháp Louis Malleret cho khai quật khảo cổ ở Óc Eo, và đã tìm thấy nhiều di vật quý, có niên đại phù hợp với thời kỳ quốc gia Phù Nam tồn tại ở đây.
Tại di chỉ Bình Tả (xã Đức Hòa, huyện Đức Hòa, tỉnh Long An), trong đợt khai quật vào tháng 2 năm 1987 do Lê Trung Khá chủ trì, đã phát hiện một di vật có tên Bhavavarman (tên một hoàng thân Phù Nam) viết bằng chữ Phạn cổ. Đây là một cứ liệu chính xác cho phép gắn liền văn hóa khảo cổ Óc Eo với Vương quốc Phù Nam trong lịch sử.
Sau năm 1975, thêm nhiều lần khai quật khảo cổ ở Óc Eo và nhiều nơi khác nữa, thì thấy nền văn hóa này phân bố rất phong phú trên địa bàn các tỉnh như Long An, Đồng Tháp, An Giang, Kiên Giang, Thành phố Hồ Chí Minh... Tất cả theo sách Lược sử vùng đất Nam Bộ Việt Nam, đã khẳng định rằng Óc Eo là một nền văn hóa có nguồn gốc bản địa, mà chủ nhân của nó là những cư dân Phù Nam. Nền văn hóa này phát triển trên nền tảng văn hóa Đồng Nai, có quan hệ mật thiết với nền văn hóa Sa Huỳnh ở miền Trung, và có quan hệ giao lưu rộng rãi với các nước ở bên ngoài (qua dấu tích vật chất, cho thấy có sự liên hệ khá mật thiết với Trung Quốc, Ấn Độ, Tây Á và Địa Trung Hải).
Từ điển Văn hóa Đông Nam Á cho biết chi tiết: 
Ở di chỉ Óc Eo đã phát hiện ra nhiều di chỉ khác nhau như di chỉ cư trú, di chỉ kiến trúc tôn giáo, di chỉ mộ táng... cùng rất nhiều hiện vật quý như tượng thờ, linh vật, phù điêu, con dấu, tiền tệ, di vật bằng vàng, đồ trang sức bằng đá quý, vật dụng bằng đá, đồ gốm, vật dụng bằng gỗ, cốt động vật, cốt thực vật...
Qua phân tích các mẫu vật, đã xác định được niên đại của di chỉ Óc Eo là cuối thế kỷ 2 đến thế kỷ 5. Các hiện vật khảo cổ đã nói lên tầm quan trọng rất lớn trong nền văn hóa được mang tên là Óc Eo ở Đông Nam Á. Theo các nhà nghiên cứu, Óc Eo đã từng là một cảng quan trọng của nhà nước Phù Nam.
Và qua kết quả xét nghiệm những cốt sọ cùng nhiều hiện vật quý của cư dân Phù Nam, phần lớn các nhà nghiên cứu trong và ngoài nước đã đưa ra một số ý kiến, có thể tóm tắt vào mấy điểm chính như sau:
- Hai nhà nghiên cứu là Võ Sĩ Khải & Lê Trung Khá, sau khi tìm thấy hai sọ cổ (cư dân của nền văn hóa Phù Nam) ở Gò Tháp (Đồng Tháp) và Óc Eo năm 1984, đã cho biết rằng: "Hai sọ cổ này mang những đặc điểm thường gặp phải ở số đông người Thượng hiện nay; và thường được xếp vào tiểu chủng hay loại hình nhân chủng Indonésien.[26] Trong quá trình phát triển, có sự tiếp xúc và cộng cư với những yếu tố nhân chủng khác.
- Chế độ nhà nước là chế độ phong kiến. Vương quyền được kết hợp chặt chẽ với thần quyền, tôn giáo được sử dụng như một công cụ hữu hiệu của giai cấp thống trị.
- Xã hội đã có sự phân hóa giàu nghèo thành các tầng lớp quý tộc, bình dân và nô lệ.

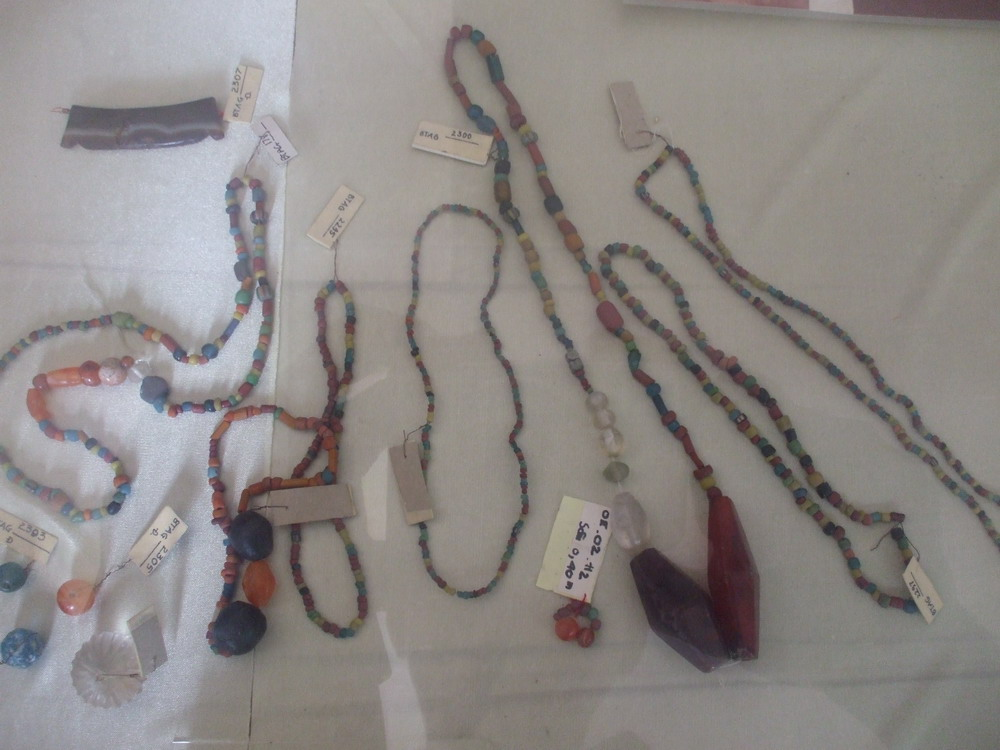
Đồ trang sức của cư dân Phù Nam.

- Thuế là nguồn thu nhập chính của quốc gia. Thuế có thể đóng bằng vàng, bạc, châu ngọc, hương liệu...
- Pháp luật được thi hành theo quan niệm "thần đoán" (xem đoạn trích sử Nam Tề ở phần Trong thư tịch cổ).
- Về tín ngưỡng chủ yếu là đạo Bà-la-môn và đạo Phật.
- Đặc điểm hình thể và cách ăn mặc của cư dân Phù Nam có những nét giống với các dân tộc bản địa ở miền cao nguyên Đông Dương.
- Chữ viết là loại chữ Phạn có nguồn gốc từ bộ chữ cái của người Pallava, ở Ấn Độ.[27]
  - Có 2 giả thuyết về ngôn ngữ của dân cư Phù Nam, có thể là nhóm ngôn ngữ Mã Lai-Đa Đảo thuộc ngữ hệ Nam Đảo[28] hoặc là nhóm ngôn ngữ Môn-Khmer.[29]
- Ăn ở: Lương thực chính là lúa gạo. Cất nhà trên cọc gỗ, mái lợp bằng lá thốt nốt hoặc ngói. Louis Malleret khi đã tiến hành khai quật ở Óc Eo đã nhận xét rằng: phần lớn kiến trúc ở đây được lợp mái bằng ngói, một kiểu khác hẳn ở Angkor.[30]
- Tang lễ: người chết được chôn cất theo 4 cách: thủy táng, hỏa táng, điểu táng và địa táng. Theo Tấn thư thì tang lễ và hôn lễ của Phù Nam gần giống với Lâm Ấp (tức Chămpa).
- Nhiều ngành nghề khá phát triển, như: luyện kim, nấu thủy tinh, chế tác ngọc, gốm màu, gạch, kim hoàn, xây dựng, tạc tượng, nghề cá, trồng lúa nước (lúa sạ), đóng tàu lớn, dệt vải, thêu thùa, làm muối, làm giấy (bằng bông gòn)...
- Có kinh nghiệm và tài nghệ trong việc làm thủy lợi để cải tạo đất đai.
- Có nền thương nghiệp, đặc biệt là ngoại thương khá phát triển.
- Giỏi săn bắt và chăn nuôi (biết thuần dưỡng cả voi).
- Thú tiêu khiển: Ca múa (loại hình nghệ thuật này rất phát triển), săn bắt, chọi gà...

Đúc kết lại, sách Lịch sử Campuchia viết:
Trên đây là những nét phát họa của một nền văn minh xuất hiện sớm nhất ở miền Nam bán đảo Inđôchina. Văn minh đó của Phù Nam tiếp thu những tinh hoa của nền văn minh Ấn Độ. Nhưng tất cả những điều mà chúng ta biết đều chứng tỏ rằng ngay từ thuở ban đầu, văn minh Ấn Độ chỉ là đến ghép trên miếng đất cũ của nền văn hóa Đông Nam Á bản địa vốn có sẵn, để hình thành một nền văn minh và một nền nghệ thuật hết sức độc đáo.

### Trong thư tịch cổ

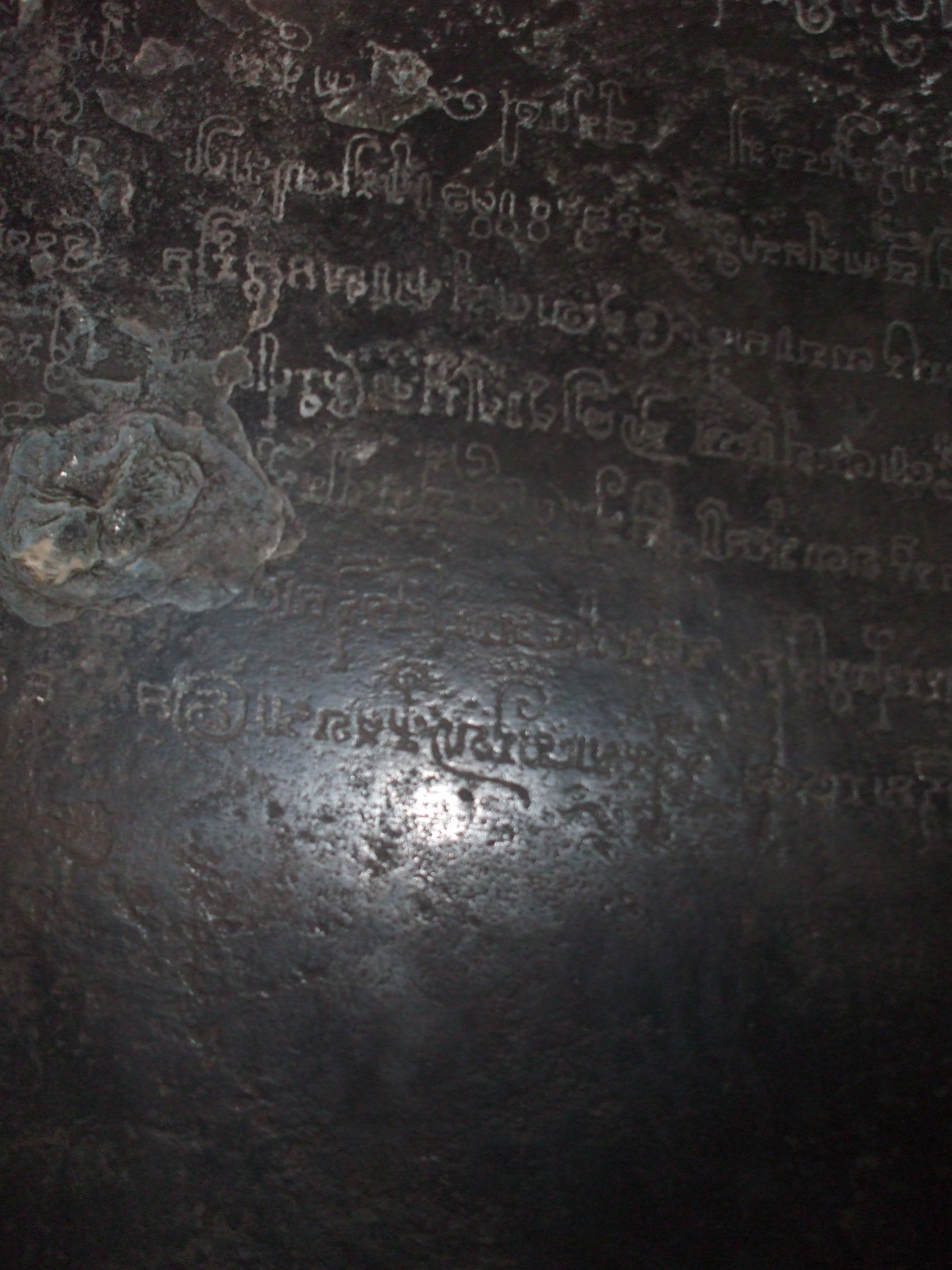
Một trong hai tấm bia đá cổ ở chùa Linh Sơn (Ba Thê), có khắc chữ viết của người Phù Nam.

Quyển sách đầu tiên đề cập đến Vương quốc Phù Nam là Dị vật chí của Dương Phù thời Đông Hán (25-220).
Kế đến là Ngô thư thời Tam Quốc (220-280). Theo sách này thì vào tháng Chạp năm Xích Ô thứ 6 (243), vua Phù Nam là Phạm Chiên có sai sứ đến dâng nhạc công và phương vật cho vua Ngô là Tôn Quyền (182-252).

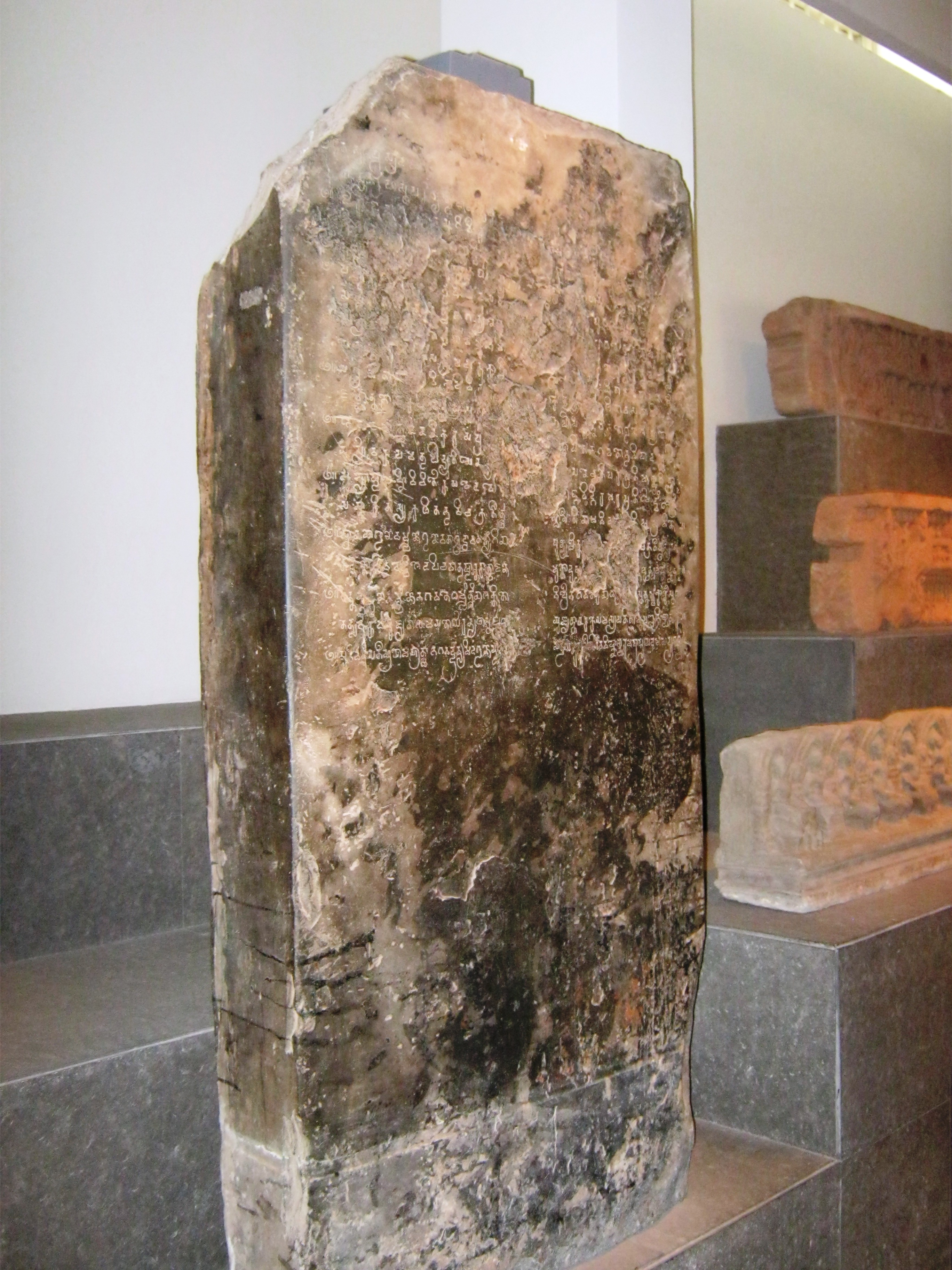
Bia đá cổ được tạo tác vào thời Phù Nam (khoảng thế kỷ 2-3), được tìm thấy ở Đồng Tháp.

Thời gian sau, khi đánh chiếm Giao Châu và Cửu Chân, vua Đông Ngô cũng đã sai người đến các nước phương Nam; thì các nước là Phù Nam, Lâm Ấp (Chămpa), Minh Đường thảy đều sai sứ đến dâng cống.
Lương thư còn cho biết vua (Đông) Ngô là Tôn Quyền đã sai Chu Ứng và Khang Thái đi sứ các nước phía Nam, trong số đó có Phù Nam. Sau khi đi sứ về, Khang Thái có viết quyển Phù Nam thổ tục còn gọi là Phù Nam truyện.
Các sách có niên đại muộn hơn vào các thế kỷ 6 và 7 như Trần thư, Tùy thư, Thông điển, Tân Đường thư... đều có ghi chép về đất nước Phù Nam. Trích một vài đoạn:
Nam Tề thư
Người Phù Nam thường buôn vàng bạc, tơ lụa. Con cái nhà quý tộc thường mặc xà-rông bằng lụa the. Đàn bà thì mặc một thứ áo vải luồn qua đầu. Người nghèo thì quấn một mảnh vải thô quanh mình. Họ đúc nhẫn và vòng đeo tay bằng vàng, làm bát đĩa bằng ngọc. Họ đốn cây lấy gỗ làm nhà và rào vườn tược chung quanh nhà. Nhà vua ở trong một nhà lầu có tầng gác. Dọc bờ biển, người ta trồng cây thốt nốt lá dài dùng để lợp nhà. Người ta đóng những chiếc thuyền dài tám, chín trượng (tức hơn 20 m), rộng sáu, bảy phần mười trượng. Mũi thuyền và lái thuyền giống như đầu và đuôi cá. Nhà vua ngự trên mình voi. Đàn bà có thể cưỡi voi đi. Họ thích chơi chọi gà. Họ không có nhà tù. Khi có kiện cáo, tranh chấp, họ vứt nhẫn vàng hoặc trứng vào nước sôi. Ai dùng tay lấy ra mà không bị bỏng thì người ấy được kiện. Hoặc người ta bắt cầm ở tay một chiếc xích nung đỏ rồi đi bảy bước. Ai có tội thì bàn tay bị cháy bỏng, người vô tội thì chẳng có việc gì. Cũng có khi người ta nhận những người kiện xuống nước. Người có tội thì chìm hẳn dưới nước, người vô tội thì nổi lên...
Dưới đời vua Kaunđinya Giayavacman, phong tục của đất nước này là tôn thờ thần Mahaxvara. Thần luôn xuống ngự trên đỉnh Mộtan.
Lương thư
Nước Phù Nam ở phía Nam quận Nhật Nam, trong một vịnh lớn ở phía Tây biển. Nước cách Nhật Nam chừng 7.000 lý và cách Lâm Ấp hơn 3.000 lý về phía Tây Nam. Đô thành cách biển 500 lý. Một con sông lớn từ Tây Bắc chảy về phía Đông và đổ ra biển. Nước rộng hơn 3.000 lý. Đất thấp và bằng phẳng. Khí hậu và phong tục đại để giống Lâm Ấp...
...Họ (cư dân Phù Nam) không đào giếng gần nhà ở. Mấy chục gia đình chung nhau xây một cái bể chứa nước để dùng. Họ có tục sùng bái các vị thần trên trời. Họ đúc tượng thần để thờ, tượng  có một mặt bốn tay hay tượng bốn mặt tám tay;  mỗi tay cầm một vật gì đó, hoặc một đứa bé con, hoặc một con chim, một con thú nào đó, hoặc một hình mặt trời hay Mặt Trăng. Nhà vua thường ngự giá trên mình voi, các cung phi và đình thần cũng vậy. Khi vua ngồi, đầu gối chân phải gấp thẳng đứng, đầu gối chân trái gấp bằng sát đất (tư thế thường thấy ở các pho tượng thần Khơ-me và Ấn Độ). Trước mặt vua, người ta trải một tấm vải trên đặt những lọ bằng vàng và những lư hương. Khi có tang, người ta có tục cạo râu và cạo đầu. Về mai táng có bốn cách: hoặc vứt xác chết xuống dòng sông, hoặc hỏa táng, hoặc đào huyệt chôn, hoặc vứt ngoài đồng nội cho quạ chim mổ xẻ.
Tấn thư
Phù Nam thổ tục
Vương Quốc Phù Nam bề ngang rộng 399 lý, có nhiều đô thị, có tường cao bao quanh và bên trong có nhà ở... Nước da người dân màu đen, tóc quăn, xấu xí... Đàn ông đóng khố, đàn bà mặc cái chăn tròng từ cổ tới chân, xỏ lỗ tai để đeo bông tòn ten.
Nếp sống tuy rất đơn giản nhưng họ không trộm cắp. Họ làm nghề nông theo lối cổ, gieo trồng một lần gặt hái luôn trong 3 năm. Họ thích điêu khắc và dùng đục chạm trổ rất khéo; nhiều món đồ dùng để ăn cơm như chén đĩa đều làm bằng bạc. Dân chúng đóng thuế bằng vàng bạc, trân châu & dầu thơm... Họ biết đọc sách & có văn khố. Văn tự của họ giống như nét chữ của dân Hồ, một sắc dân ở Trung Á dùng Ấn tự... Cảnh vật trong xứ rất đẹp...

## Di chỉ

### Di chỉ Gò Cây Thị (Óc Eo)

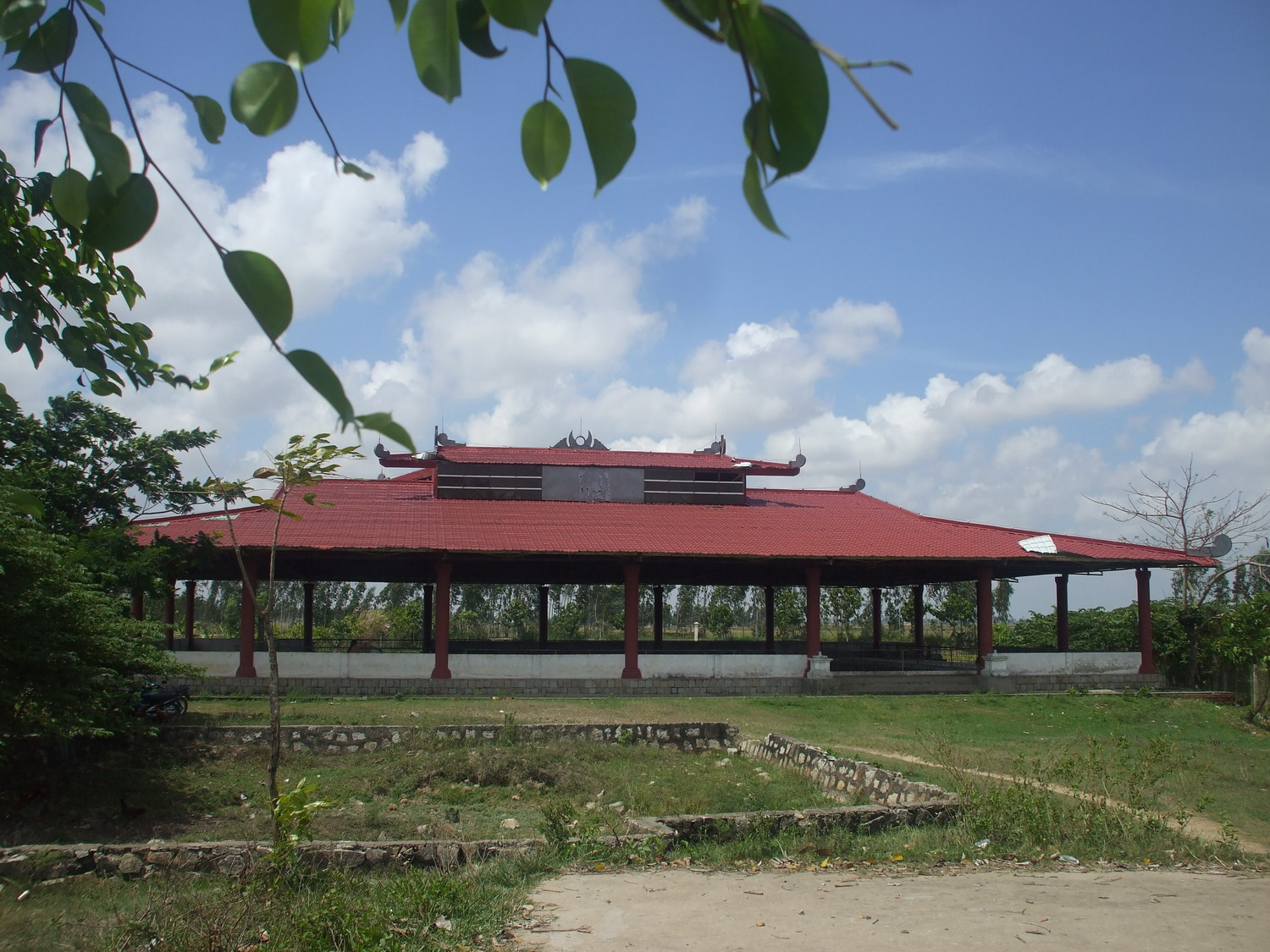
Nhà trưng bày di chỉ Gò Cây Thị.

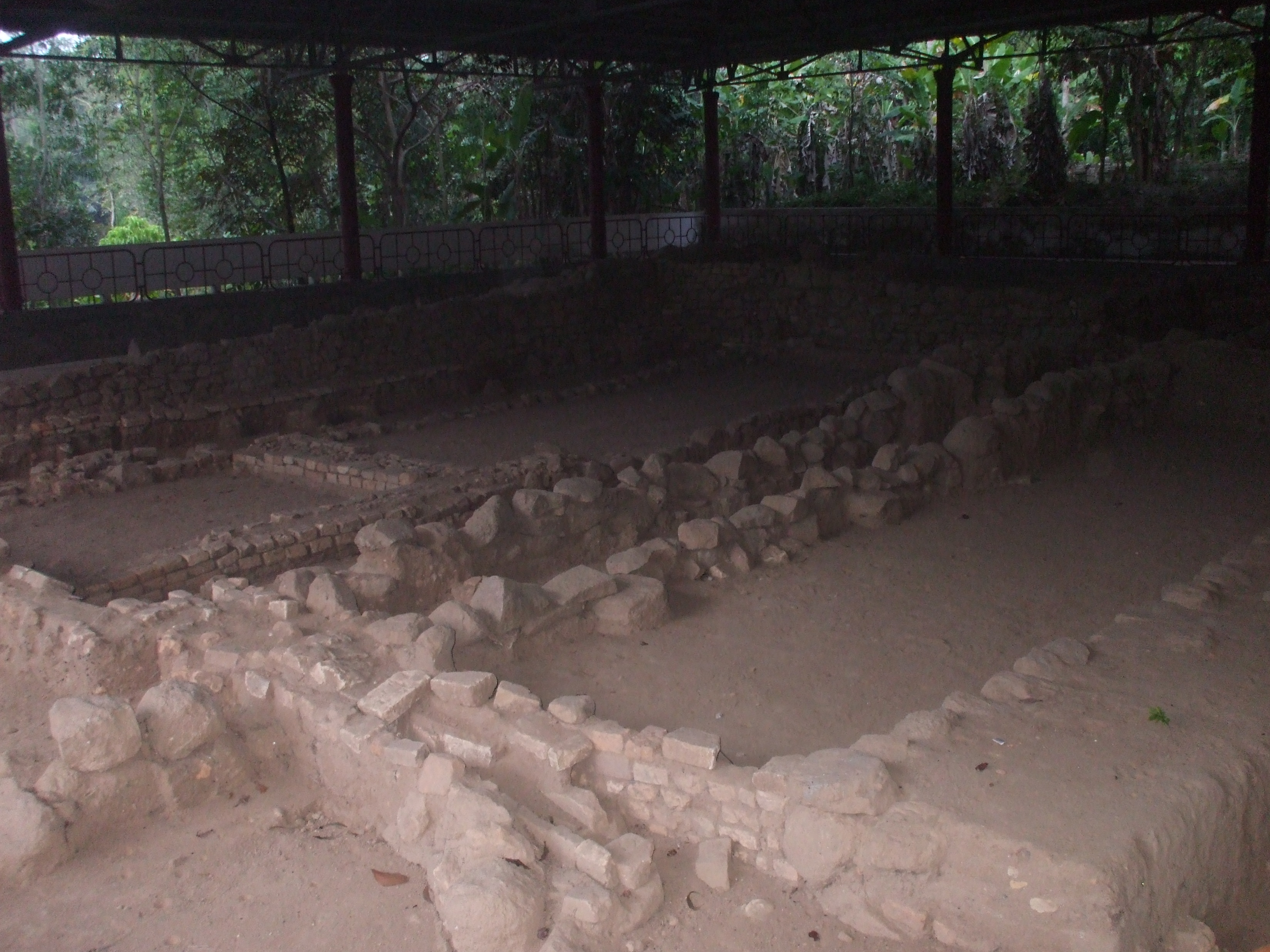
Một hố khai quật khảo cổ trong khu di tích Nam Linh Sơn, nằm cách chùa Linh Sơn (Ba Thê) 60 m.

Di chỉ Gò Cây Thị thuộc xã Vọng Thê, huyện Thoại Sơn, tỉnh An Giang; là một di chỉ cung đình mang tính tôn giáo, gồm tiền điện, chính điện và 4 ô ngăn; đã được nhà khảo cổ Pháp Louis Malleret khai quật đầu tiên vào năm 1944 (từ tháng 2 đến tháng 4). Di chỉ có diện tích 488,8 m², có dạng gần vuông, quay mặt về hướng Đông, nằm trên cánh đồng Óc Eo, cách di tích khu di tích Nam Linh Sơn (núi Ba Thê) khoảng 1.600 m về phía Đông.
Ở quanh khu di chỉ này, Louis Malleret còn tìm được 8 ngôi mộ táng. Hiện vật tìm thấy trong mộ hoặc xung quanh mộ, gồm những thỏi đất nung, mảnh gốm mịn, hạt chuỗi, đá quý, vàng lá, xương răng lợn, xương trâu bò, sừng hươu, than củi...

### Di chỉ Gò Tháp
Di chỉ Gò Tháp thuộc huyện Tháp Mười, tỉnh Đồng Tháp, được thám sát vào năm 1931, 1943 và 1984. Đây là khu di chỉ có các loại hình: cư trú, mộ táng và kiến trúc.

### Di chỉ Gò Thành
Di chỉ Gò Thành thuộc ấp Tân Thành (xã Tân Thuận Bình, huyện Chợ Gạo, tỉnh Tiền Giang), được L. Malleret phát hiện năm 1941. Trong nhiều lần khai quật tiếp theo vào những năm: 1979, 1988, 1989, 1990, đã phát hiện ở độ sâu khoảng 1,5 đến 3 m, có nhiều gốm cổ bị vỡ; nhiều vòi bình; nhiều di cốt trâu bò, heo và xương cá; nhiều dấu vết tro, than, vỏ trái cây, lá dừa nước; cùng với vài cọc gỗ có dấu vết gia công.
Nơi đây cũng đã phát hiện được 5 kiến trúc bằng gạch và 12 ngôi mộ xây bằng gạch có kích thước lớn nhỏ khác nhau. Trong và quanh mộ, ngoài những hiện vật bằng vàng, bằng gốm, đất nung còn có hai tượng thần Visnu bằng đá có kích cỡ khá lớn... Bằng kỹ thuật chuyên ngành, các nhà khảo cổ đã phân tích một số mẫu vật và kết luận rằng khu di tích khảo cổ Gò Thành có niên đại từ thế kỷ 4 đến thế kỷ 8. Đây là một khu di chỉ đặc biệt vì nó còn lưu giữ khá nguyên vẹn và phong phú về nhiều loại hình di chỉ như: di chỉ cư trú, di chỉ mộ táng, và nhất là di chỉ kiến trúc với nhiều đền tháp ở cạnh nhau có quy mô khác nhau, rất hoành tráng tuy chỉ còn phần nền...

### Di chỉ Gò Cây Tung

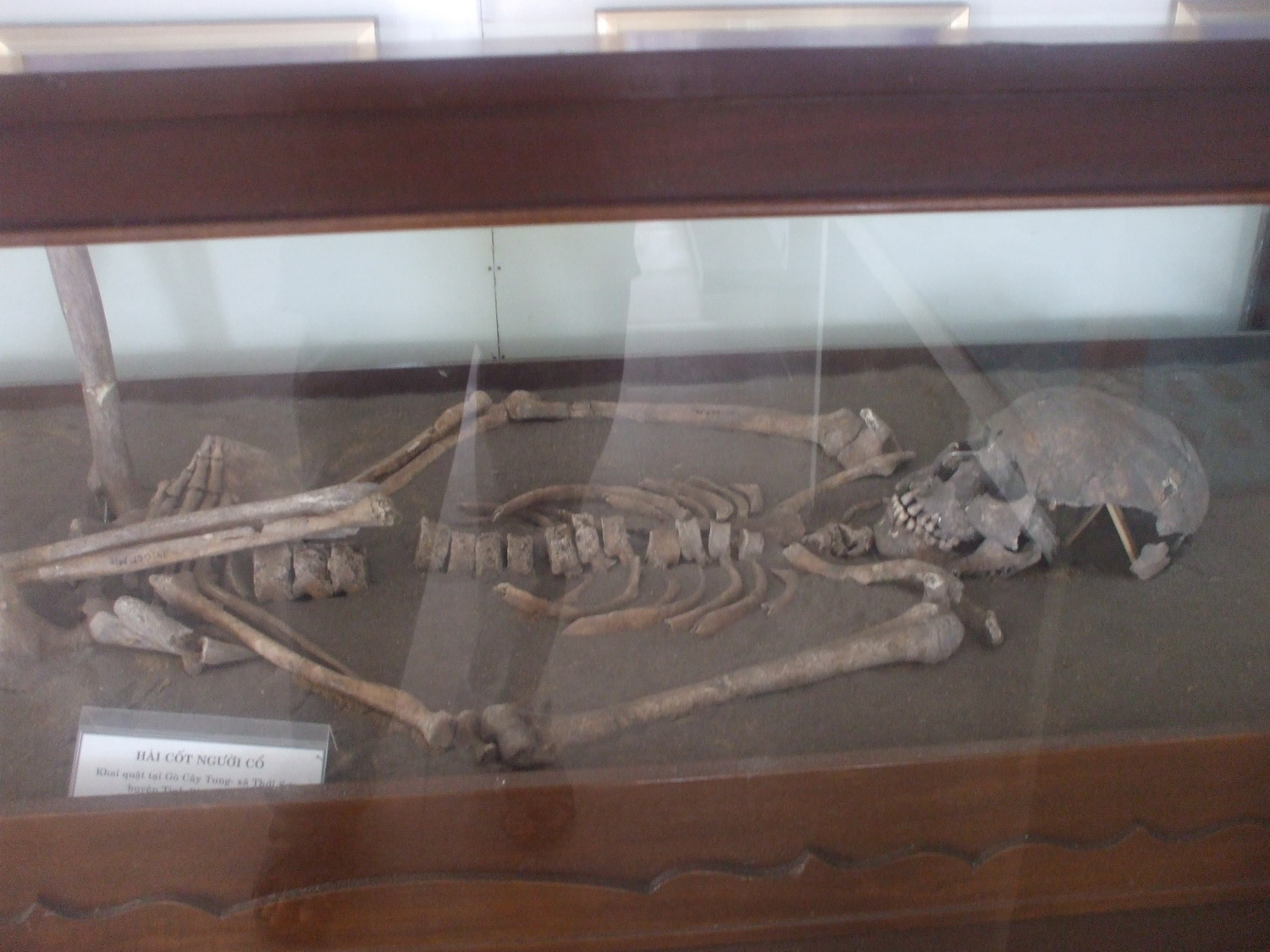
Bộ xương của người cổ được khai quật ở Gò Cây Tung (An Giang, Việt Nam) năm 1994-1995.

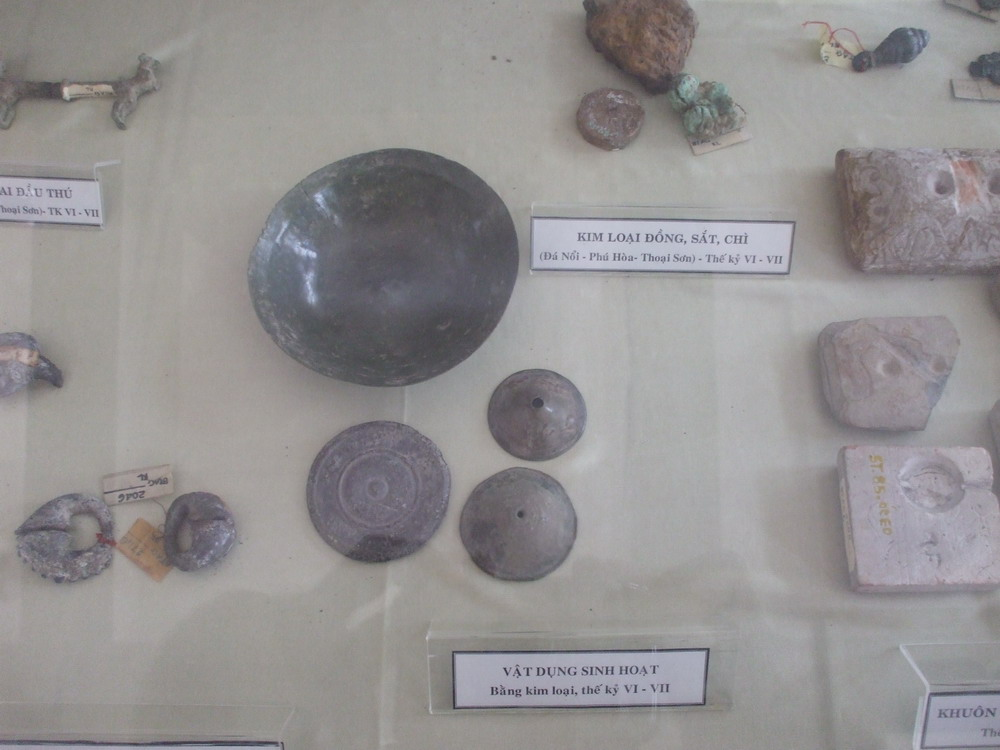
Vật dụng sinh hoạt của cư dân Phù Nam.

Di chỉ Gò Cây Tung thuộc ấp Thới Thuận, phường Thới Sơn, thị xã Tịnh Biên, tỉnh An Giang, được phát hiện và khai quật vào năm 1994 và 1995. Tại đây, người ta đã phát hiện nhiều ngôi mộ cổ với 23 bộ xương người, trong đó có 9 nam, 7 nữ, còn 7 cá thể chưa rõ giới tính... Ngoài ra, người ta còn tìm được nhiều hiện vật phong phú, bao gồm đồ gốm có vẻ màu, hơn 40 chiếc rìu đá (có hình tứ giác) cùng bàn mài, chày nghiền...
Cùng với những di chỉ trên, những di vật và mộ táng được phát hiện rất nhiều ở nơi khác như: Bình Tả (Long An), Gò Cây Duối-Thanh Điền, Tây Ninh, Đá Nổi (Kiên Giang), ND 11 (Khu kinh tế mới Lê Minh Xuân, huyện Bình Chánh, Thành phố Hồ Chí Minh), Di chỉ Cây Gáo (Đồng Nai) v.v... đã khẳng định rằng Óc Eo là một nền văn hóa có nguồn gốc bản địa, mà chủ nhân của nó là những cư dân Phù Nam.

## Phù Nam & Chân Lạp

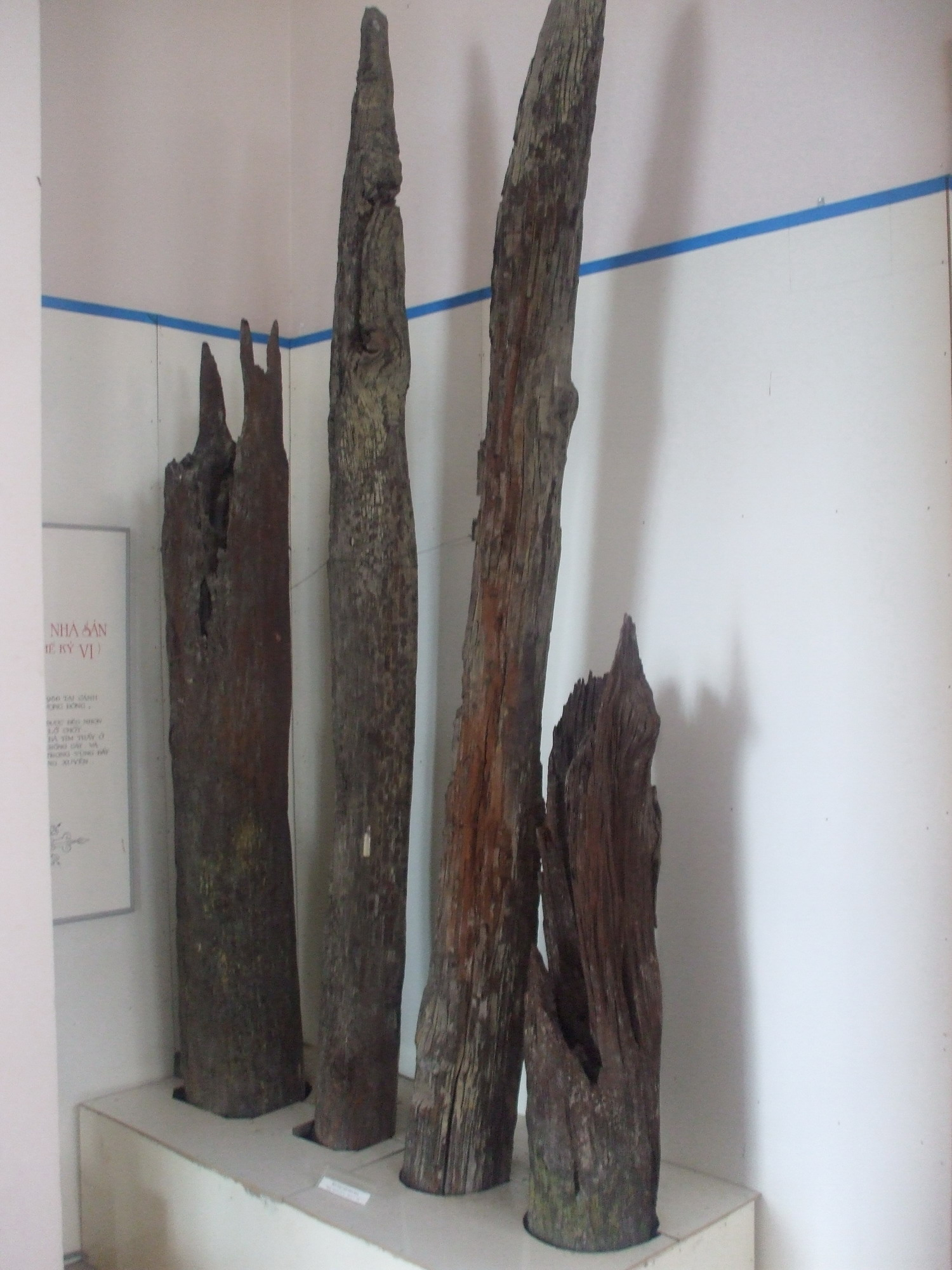
Bộ cọc gỗ nhà sàn của cư dân Phù Nam (Bảo tàng An Giang).

Sách Lịch sử Campuchia viết:
Cho tới nay, vẫn còn không ít người cho rằng nước Phù Nam là tiền thân của nước Chân Lạp.
Quan điểm nhầm lẫn này được nêu ra đầu tiên trong các công trình nghiên cứu của các học giả của Trường Viễn Đông bác cổ từ nửa đầu thế kỷ 20.
Sau, nhờ những nguồn thư tịch cổ của Trung Quốc và các cuộc khai quật khảo cổ, các nhà nghiên cứu mới có đủ bằng chứng để xác định hai quốc gia này không phải là một.
Tùy thư chép: 
Chân Lạp ở về phía Tây Nam nước Lâm Ấp. Nguyên trước là thuộc quốc của Phù Nam. Sau họ ngày một hùng cường, vua Chân Lạp là Ksatriya Citrasena chiếm được Phù Nam và bắt thần phục...
Sử nhà Lương chép: 
Nước Phù Nam ở phía Nam quận Nhật Nam, trong một vịnh lớn ở phía Tây biển. Nước cách Nhật Nam chừng 7.000 lý và cách Lâm Ấp hơn 3.000 lý về phía Tây Nam. Đô thành cách biển 500 lý...
Tân Đường thư mô tả tương tự: 
Nước Phù Nam ở cách quận Nhật Nam bảy ngàn lý về phía Nam…, đất thấp như Hoàn Xương, có thói quen lập những thành phố bọc tường… Vua của họ đóng đô ở thành Đặc Mục. Thành ấy bị Chân Lạp đánh bất ngờ, phải dời đến thành phố Na Phất Na ở phía Nam...
Từ đó, rút ra được hai điểm chính: 
- Vị trí của mỗi nước đều đã được xác định khá rõ ràng, tuy hai nước này có những mối quan hệ với nhau về nhiều mặt.
- Ban đầu, nước Chân Lạp là một thuộc quốc của Phù Nam, sau dần lớn mạnh, không những cởi bỏ được ách thống trị và còn bắt Phù Nam thần phục lại mình. Sự kiện này xảy ra vào khoảng nửa đầu thế kỷ 7 (sau năm 627). Từ đấy trở đi, có thể nói Phù Nam đã bị diệt vong và đất nước của họ bị sát nhập vào lãnh thổ của Chân Lạp.

Mãi sang tới thế kỷ 17 - thế kỷ 18, phần lãnh thổ xưa kia được coi là trung tâm của Phù Nam, tách khỏi đế quốc Ăngco (tức Chân Lạp) để trở thành một bộ phận của lãnh thổ Việt Nam, tức Nam Bộ ngày nay.

## Bí ẩn về sự tiêu vong

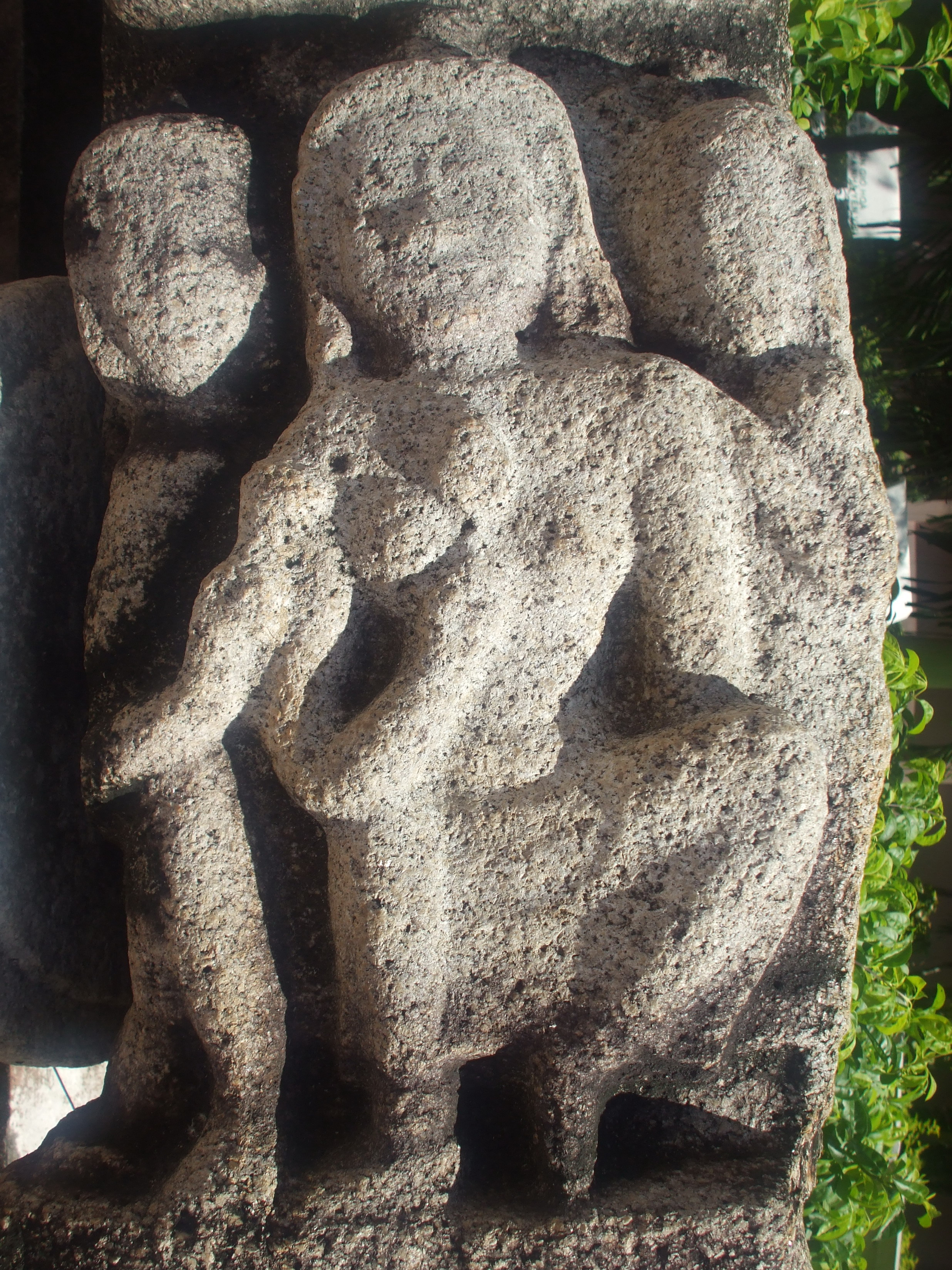
Tượng vũ nữ bằng đá thời Phù Nam, hiện đang trưng bày tại Bảo tàng An Giang.

Chu Đạt Quan, một sứ thần nhà Nguyên trên đường sang kinh đô Ăngkor vào khoảng tháng 7 năm Bính Thân (1296), đã miêu tả cảnh Thủy Chân Lạp trong sách Chân Lạp phong thổ ký như sau:
Từ chỗ vào Chân Bồ trở đi, hầu hết là rừng thấp cây rậm. Sông dài cảng rộng, kéo dài mấy trăm dặm cổ thụ rậm rạp, mây leo um tùm, tiếng chim muông chen lẫn nhau ở trong đó. Đến nửa cảng mới thấy ruộng đồng rộng rãi, tuyệt không có một tấc cây. Nhìn xa chỉ thấy cây lúa rờn rờn mà thôi. Trâu rừng họp nhau thành từng đàn trăm ngàn con, tụ tập ở đấy. Lại có giồng đất đầy tre dài dằng dặc mấy trăm dặm. Loại tre đó, đốt có gai, măng rất đắng.
Vì sao nền văn hóa đa sắc và rực rỡ này biến mất, hiện vẫn chưa có lời giải thích nào có tính thuyết phục cao. Tuy nhiên, một vài ý kiến sau đây đang được người quan tâm chú ý:
Bài Phế đô của vương quốc Phù Nam, đã đăng trên báo Tuổi Trẻ, nêu ba giả thuyết:
- Thứ nhất: do thiên tai (một trận hồng thủy). Nhưng theo nhiều nhà khoa học thế giới thì kỷ tan rã băng hà cuối cùng cách đây ít ra cũng đã 8.000 năm. Những trận động đất hay những cơn sóng thần cục bộ như xảy ra ở Nam Á vừa rồi khó có khả năng xóa được cả một vương quốc như Phù Nam.
- Thứ hai: do đại dịch bệnh. Nhưng qua các cuộc khai quật, thì thấy những bộ hài cốt cổ không có dấu hiệu bị nhiễm dịch bệnh và đều được táng đàng hoàng trong mộ.
- Thứ ba: do những cuộc ngoại xâm tàn sát. Và nghi vấn ngoại bang ấy chính là người Java (Mã Lai). Nhưng thư tịch cổ không thấy ghi như thế và cũng chưa tìm được chứng cứ để xác định...

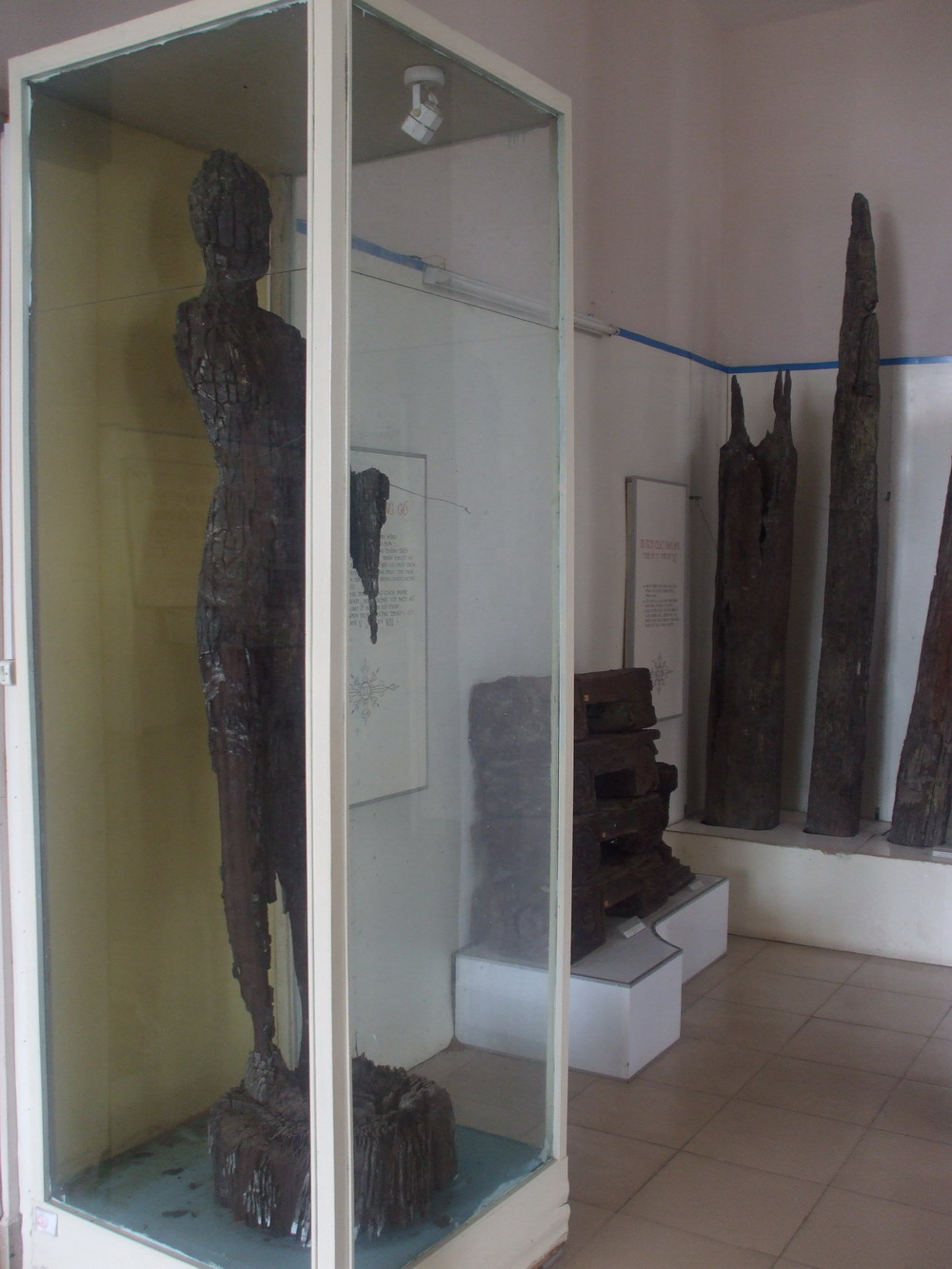
Tượng Phật gỗ thời Phù Nam (Bảo tàng An Giang).

Theo nhóm tác giả sách Lịch sử Campuchia thì:
Vào khoảng giữa thế kỷ 6, nước Phù nam nhanh chóng bước vào thời kỳ tàn tạ. Nền văn minh Phù Nam cổ kính trước sau chỉ được nảy nở ở một số đô thị lớn tập trung dân cư, còn ở các vùng nông thôn rộng lớn thì cuộc sống ở đây không có ai quan tâm đến. Công tác thủy nông không được coi trọng nữa, khiến cho những vụ lũ lụt của sông Mê Kông gây những tai họa khủng khiếp cho các cánh đồng ruộng trũng, biến những vùng đồng bằng vốn phì nhiêu thành những vùng đồng lầy vô dụng ở miền hạ lưu sông Mê Kông; và làng mạc tiêu điều, cư dân xơ xác phải di cư đến những rẻo cao. Ngoài ra, việc Ruđravacman lên ngôi bất hợp pháp khiến xuất hiện nhiều nhóm phái chống đối, ly khai cát cứ thành những vùng độc lập. Để rồi, Phù Nam bị Chân Lạp chinh phục, và hợp nhất tạo thành quốc gia Khmer, mà Bhavaraman I có thể coi là người sáng lập.
Trích ý kiến của Võ Sĩ Khải:
Những chuyển biến trong cơ cấu cư dân (Phù Nam), sự không thích ứng với những điều kiện chính trị, kinh tế và văn hóa dưới thời (lệ thuộc) Chân Lạp, tình trạng chiến tranh triền miên giữa Chân Lạp (trong đó có Phù Nam) trên địa bàn Nam Trung Bộ và Đông Nam Bộ, và những ảnh hưởng của các cuộc tấn công của đế quốc Nguyên Mông vào các nước Đông Nam Á vào thế kỷ 13 đã là "những nguyên nhân trực tiếp và gián tiếp đưa quá trình hoang hóa của vùng đất Gia Định và đồng bằng Nam Bộ nói chung". Các cộng đồng dân tộc bản địa (Phù Nam) sinh sống trên đồng bằng châu thổ từ nhiều thế kỷ đã từ từ rút về sống co thủ ở miền cao trong những điều kiện hoang sơ, chỉ giữ lại trong ký ức hình ảnh của biển cả và một thời "hoàng kim" mà ngày nay chỉ còn tìm lại được qua một số tập quán, trong huyền thoại và những truyền thuyết dân gian.

## Quân chủ Phù Nam
| STT | Âm Tiếng Phạn           | Tiếng Việt                        | Tiếng Trung                                              | Tiếng Khmer  | Trị vì                |
| 01  | Neang Neak Soma         | Liễu Diệp                         | 柳葉 (Liǔyè)                                             | សោមា           | 68 ?                  |
| 02  | Preah Thong Kaundinya I | Hỗn Điền / Hỗn Tu Kiều Trần Như I | 混塡 (Hùntián) / 混湏 (Hùnhuì) 憍陳如一世 (Qiáochénrú I) | ហ៊ុនទៀន កៅណ្ឌិន្យទី១ | 68 ?                  |
| 03  | Hun Pan-huang           | Hỗn Bàn Huống                     | 混盤況 (Hùnpánkuàng)                                     | -            | Nửa sau thế kỷ 2      |
| 04  | Pan-Pan                 | Bàn Bàn                           | 盤盤 (Pánpán)                                            | -            | 202-205               |
| 05  | Srei Meara              | Phạm Sư Mạn                       | 范師蔓 (Fàn Shīmàn)                                      | -            | 205-225               |
| 06  | Fan Chin-sheng          | Phạm Kim Sinh                     | 范金生 (Fàn Jīnshēng)                                    | -            | 230 ?                 |
| 07  | Fan Chan                | Phạm Chiên                        | 范旃 (Fàn Zhān)                                          | -            | 230-243 hoặc muộn hơn |
| 08  | Fan Chang               | Phạm Trường                       | 范長 (Fàn Cháng)                                         | -            | Sau 243               |
| 09  | Fan Hsun                | Phạm Tầm                          | 范尋 (Fàn Xún)                                           | -            | 245/250-287           |
| 10  | -                       | -                                 | -                                                        | -            | ?                     |
| 11  | Candana                 | Trúc Chiên Đàn                    | 竺旃檀 (Zhú Zhāntán)                                     | -            | 357                   |
| 12  | -                       | -                                 | -                                                        | -            | ?                     |
| 13  | Kaundinya II            | Kiều Trần Như II                  | 僑陳如二世 (Qiáochénrú II)                               | កៅណ្ឌិន្យវម៌្ម     | 420-434               |
| 14  | Śrī Indravarman         | Trì Lê Đà Bạt Ma                  | 持梨陀跋摩 (Chílítuóbámó)                                | ឝ្រីន្ទ្រវម៌្មទី១   | 434-440               |
| 15  | -                       | -                                 | -                                                        | -            | ?                     |
| 16  | -                       | -                                 | -                                                        | -            | ?                     |
| 17  | Kaundinya Jayavarman    | Kiều Trần Như Xà Gia Bạt Ma       | 僑陳如•闍耶跋摩 (Qiáochénrú Shéyébámó)                   | កៅណ្ឌិន្យជយវម៌្ម   | 484-514               |
| 18  | Rudravarman             | Lưu Đà Bạt Ma                     | 留陁跋摩 (Liútuóbámó)                                    | រុទ្រវម៌្មទី១     | 514-545               |